# Idiops aussereri
Idiops aussereri är en spindelart som beskrevs av Simon 1876. Idiops aussereri ingår i släktet Idiops och familjen Idiopidae.
Artens utbredningsområde är Kongo. Inga underarter finns listade i Catalogue of Life.